# Gymnázium Thomase Manna
Gymnázium Thomase Manna je soukromé česko-německé gymnázium v Praze. Bylo založeno roku 1995 německou menšinou žijící v České republice a nese jméno podle německého esejisty a prozaika, nositele Nobelovy ceny za literaturu Thomase Manna.

## Zaměření
Osmileté gymnázium je zaměřeno hlavně na studium německého jazyka a navazuje na základní školu německo-českého porozumění. Němčina i angličtina se zde učí od první třídy podle zdatnosti žáka (začátečník, pokročilí, rodilí mluvčí) a na základní škole až po osmý ročník na gymnáziu. Od 1. června 1999 je škola zařazena do sítě škol MŠMT jako součást obecně prospěšné společnosti Základní školy německo-českého porozumění a Gymnázium Thomase Manna, o.p.s. 
V posledních dvou ročnících si žáci volí část předmětů podle svého studijního zájmu a zaměření. Dalšími volitelnými jazyky jsou francouzština, španělština a ruština.

## Projekty

### Deutsches Sprachdiplom
Žáci studující na Gymnáziu Thomase Manna mají možnost během studia složit zkoušku z německého jazyka DSD. Deutsches Sprachdiplom je mezinárodně uznávanou zkouškou připravenou Konferencí ministrů školství spolkových zemí SRN. V tercii žáci skládají zkoušku DSD I. prokazující úroveň němčiny A2/B1, dále pak v oktávě druhý stupeň zkoušky DSD II. prokazující výborné znalosti německého jazyka na úrovni B2/C1.

### Content and Language Integrated Learning
Metoda CLIL byla na gymnáziu založena roku 2014 díky finanční podpoře Erasmus+. Jedná se o výuku nejazykového předmětu s využitím cizího jazyka jako prostředku komunikace a pro sdílení vzdělávacího obsahu. Díky této metodě je studentům nabízeno bilingvní vzdělávání a velmi intenzivní kontakt s cizím jazykem.

### Zelená škola
Gymnázium Thomase Manna je také součástí projektu Zelená škola, umožňující rozvoj ekologického myšlení u dětí. Cílem projektu je ochrana životního prostředí, pomocí efektivní recyklace odpadu.

## Významné osobnosti

### Učitelé
- Jitka Neradová – učitelka dějepisu a literatury

### Studenti
- Ben Cristovao – český rapper
- Deborah "Debbi" Kahl – česká zpěvačka
- Vojtěch Zvolský – český juniorní plavec